# Estadio Tuanku Abdul Rahman
El Estadio Tuanku Abdul Rahman es un estadio multiusos ubicado en la ciudad de Seremban estado de Negeri Sembilan, Malasia, fue inaugurado en 1992 y posee una capacidad para 40 000 espectadores, es utilizado de preferencia para la práctica del fútbol y atletismo.
En la actualidad, en el estadio disputan sus partidos los clubes Negeri Sembilan FA y ATM FA que disputan la Superliga de Malasia, sirve también en ocasiones de sede para juegos de la Selección de fútbol de Malasia.
Durante la Clasificación de AFC para la Copa Mundial de Fútbol de 2018 la Selección de fútbol de Siria jugó sus partidos de local en este estadio debido a los sucesos de la Guerra Civil Siria.